# Colombe
Colombe este o comună în departamentul Isère din sud-estul Franței. În 2009 avea o populație de 1.427 de locuitori.

## Evoluția populației
| An        | 1975 | 1982 | 1990  | 1999  | 2006  | 2009  |
| --------- | ---- | ---- | ----- | ----- | ----- | ----- |
| Populație | 724  | 857  | 1.171 | 1.434 | 1.446 | 1.427 |